# 卡羅爾頓鎮區 (密歇根州)
卡羅爾頓鎮區（英語：Carrollton Township）是位於美國密歇根州薩吉諾縣的一個行政鎮區。

## 地方資料
卡羅爾頓鎮區的面積為9.10平方千米，當中陸地面積為8.64平方千米，而水域面積為0.46平方千米。根據2020年美國人口普查的數據，當地共有人口5750人，而人口密度為每平方千米631.87人。